# Zholsuchus
Zholsuchus es un género extinto de crocodiliforme que puede haber haber sido un mesoeucrocodiliano perteneciente a la familia de los goniofolídidos, pero es conocido solo a partir de material muy escaso (un premaxilar derecho, uno de los huesos de la punta del hocico). Este espécimen fue hallado en sedimentos que datan de la época del Coniaciense (Cretácico Superior) de la Formación Bissekty en Dzharakhuduk, Uzbekistán. Zholsuchus fue descrito en 1989 por Lev Nesov y colaboradores. La especie tipo es Z. procevus. Una revisión publicada en 2000 por Glenn Storrs y Mikhail Efimov designó a Zholsuchus como un nombre dudoso.